# RGN手榴弾
RGN（ロシア語: РГН）は、ソビエト連邦で開発された攻撃手榴弾。名称はRuchnaya Granata Nastupatel'nayaの頭文字をとったもので、「攻撃手榴弾」の意。

## 概要
RGNは、それまでソビエト連邦軍で使用されていたRGD-5の補完用として、ソ連のアフガニスタン侵攻中に開発が始まった。時限信管を備えたRGD-5は、アフガニスタンの山岳域では敵兵に隠れる余裕を与え、また投擲後に地形に跳ね返ったり傾斜によって転がり戻ってくることがあった。このため、RGNでは着発・時限複合式のUDZS信管が採用された。
着発信管は誤爆を避けるため投擲から1 - 1.8秒後に有効化されるようになっており、地面に当たった衝撃で起爆する。また衝撃がない場合、時限信管により投擲から3.5 - 4秒で起爆する仕組みである。
外形は、同時期に開発された防御手榴弾であるRGOによく似ている。炸薬には97グラムのA-IX-1（RDXを主体とした混合爆薬）が充填されており、4 - 10メートルの致死半径を持つ。弾殻はアルミニウム合金製で内側に凹凸が刻まれており、近距離では調整破片として機能するが致死半径以上の距離では急速に威力を失うようになっている。安全距離は25メートルである。
ロシア、ブルガリア、ウクライナで生産されている。